# سرگی پوگورلوف
سرگی پوگورلوف (روسی: Серге́й Валентинович Погорелов؛ ۲ ژوئن ۱۹۷۴ – ۲۴ آوریل ۲۰۱۹) بازیکن هندبال اهل روسیه بود.
وی همچنین برندهٔ جوایزی همچون نشان دوستی شده‌است.